# Thái Mỹ
Thái Mỹ là một xã thuộc Thành phố Hồ Chí Minh, Việt Nam.
Xã Thái Mỹ nằm ở phía tây huyện Củ Chi, có vị trí địa lý:
- Phía đông giáp xã Phước Hiệp và xã Phước Thạnh
- Phía tây và phía nam giáp tỉnh Long An
- Phía bắc giáp tỉnh Tây Ninh.

Xã có diện tích 24,14 km², dân số năm 2021 là 14.878 người,  mật độ dân số đạt 616 người/km².